# شيكي (أنمي)
شيكي (باليابانية: 屍鬼، بالروماجي: Shiki) هي رواية يابانية من تأليف فويومي أونو صدرت في 1998 وأعيدت كتابتها في 2002  أقتُبست إلى مانغا من تأليف فويومي أونو ورسوم ريو فوجيساكي صدرت في مجلة جمب سكوير من 4 ديسمبر عام 2007 حتى 3 يونيو عام 2011 ، وتكونت من 11 مجلداً، أنتجت ألى أنمي تلفزيوني من قبل استوديو دام،  عرض الأنمي على تلفزيون فوجي في فقرت نويتامينا من 8 يوليو عام 2010 حتى 30 ديسمبر عام 2010 وتكون من 22 حلقة.

## حبكةُ الأنمي
تدور أحداث القصة في صيف حار للغاية في التسعينيات، في قرية يابانية صغيرة هادئة تسمى سوتوبا حيث كانت قرية صغيرة يبلغ تعداد سكانها 1300 (ألف وثلاث مائة) نسمة، والمعروف أن لكل قرية عاداتها وتقاليدها ومنها مهنة دفن الموتى التي أشتهرت بها هذه القرية.
في إحدى الأيام وجد أهالي القرية ثلاث جثث لأشخاص معروفين في القرية ولكن الموت كان أقرب لهم ليطغى شبح الموت مستبداً بأهالي القرية في فاجعة خاف منها الجميع، فتبدأ سلسلة من الوفيات الغامضة في القرية، في نفس الوقت الذي تنتقل فيه عائلة غريبة إلى قصر كانيماسا المهجور منذ فترة طويلة. الدكتور توشيو أوزاكي، مدير المستشفى الوحيد في سوتوبا أستشعر بأن هناك سر غريب وراء هذه الوفيات المتكررة فيشتبه في البداية في حدوث وباء، ومع ذلك؛ مع استمرار التحقيقات وتبدأ الوفيات في التراكم، يعلم - ويصبح مقتنعًا - أنها من عمل «المخلوقات الشبيهة بمصاصي الدماء» التي ابتليت بها القرية.
أستبد الخوف بالجميع وصارت العيون تترقب الموت في أعين من حولها. شاب يدعى ناتسونو يوكي، يكره العيش في القرية، يبدأ في ملاحقته ويصبح محاطًا بالموت.

## وصلات خارجية
- موقع المانغا الرسمي (باليابانية)
- موقع الأنمي الرسمي (باليابانية)

جثة الشيطان على موقع ANN manga (الإنجليزية)